# Pfarrkirche Pitten

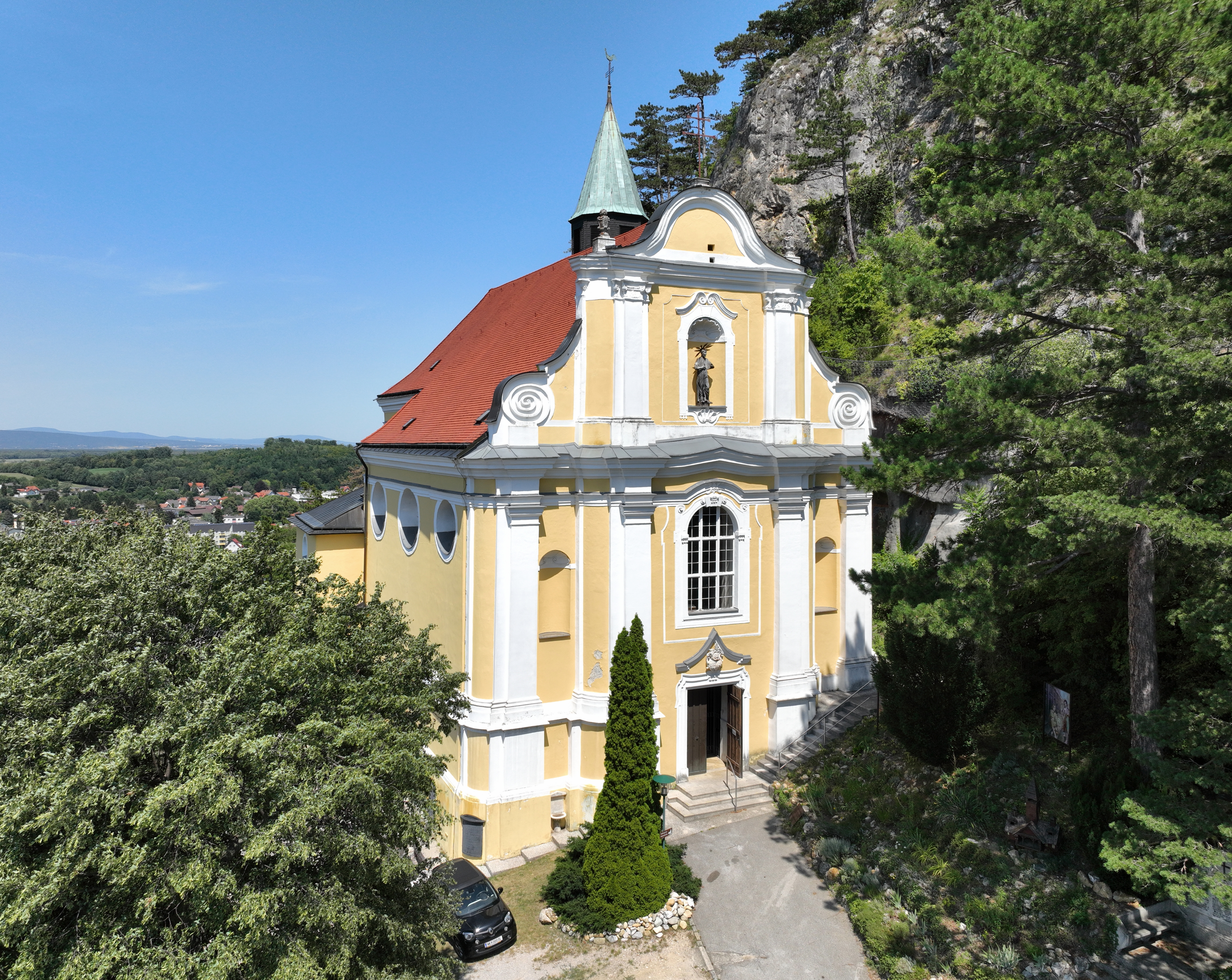
Bergkirche Pitten

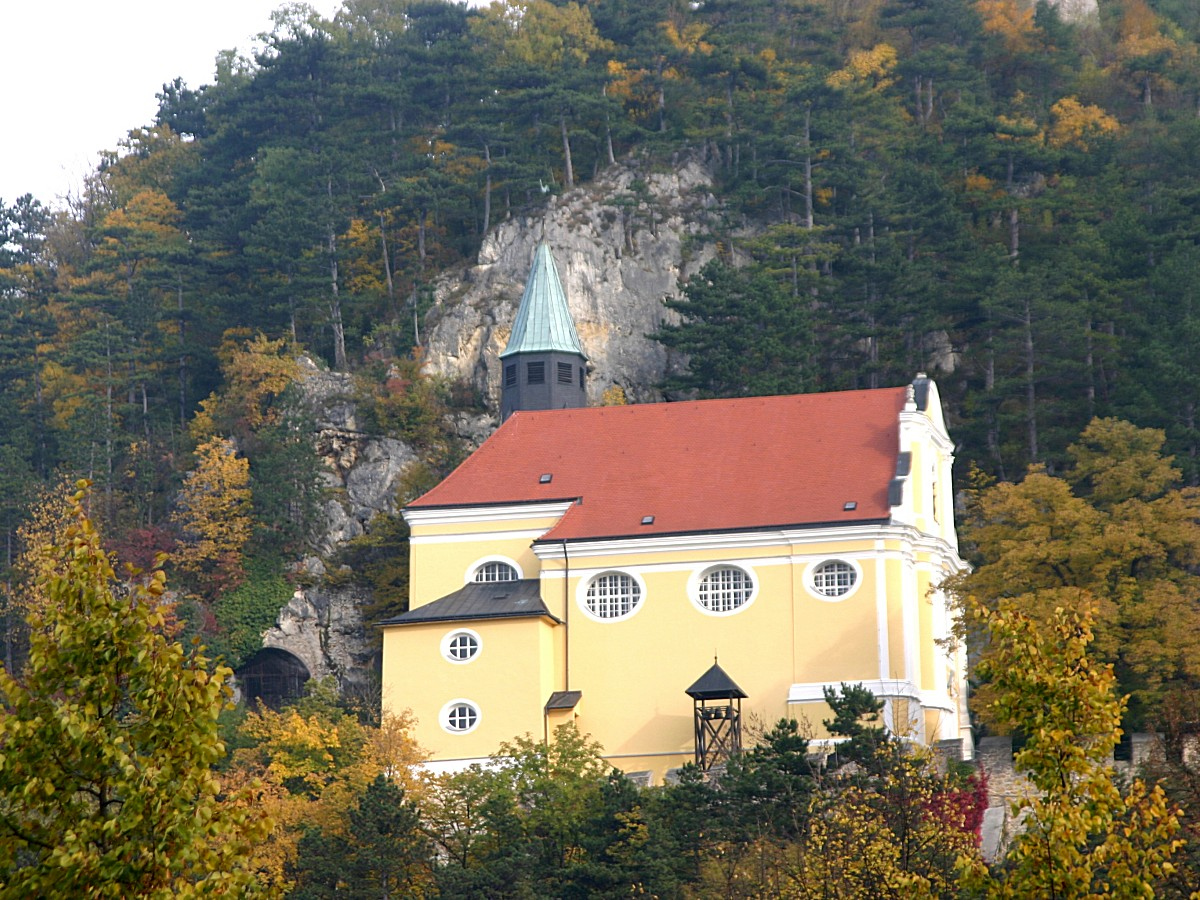
Westansicht der Bergkirche

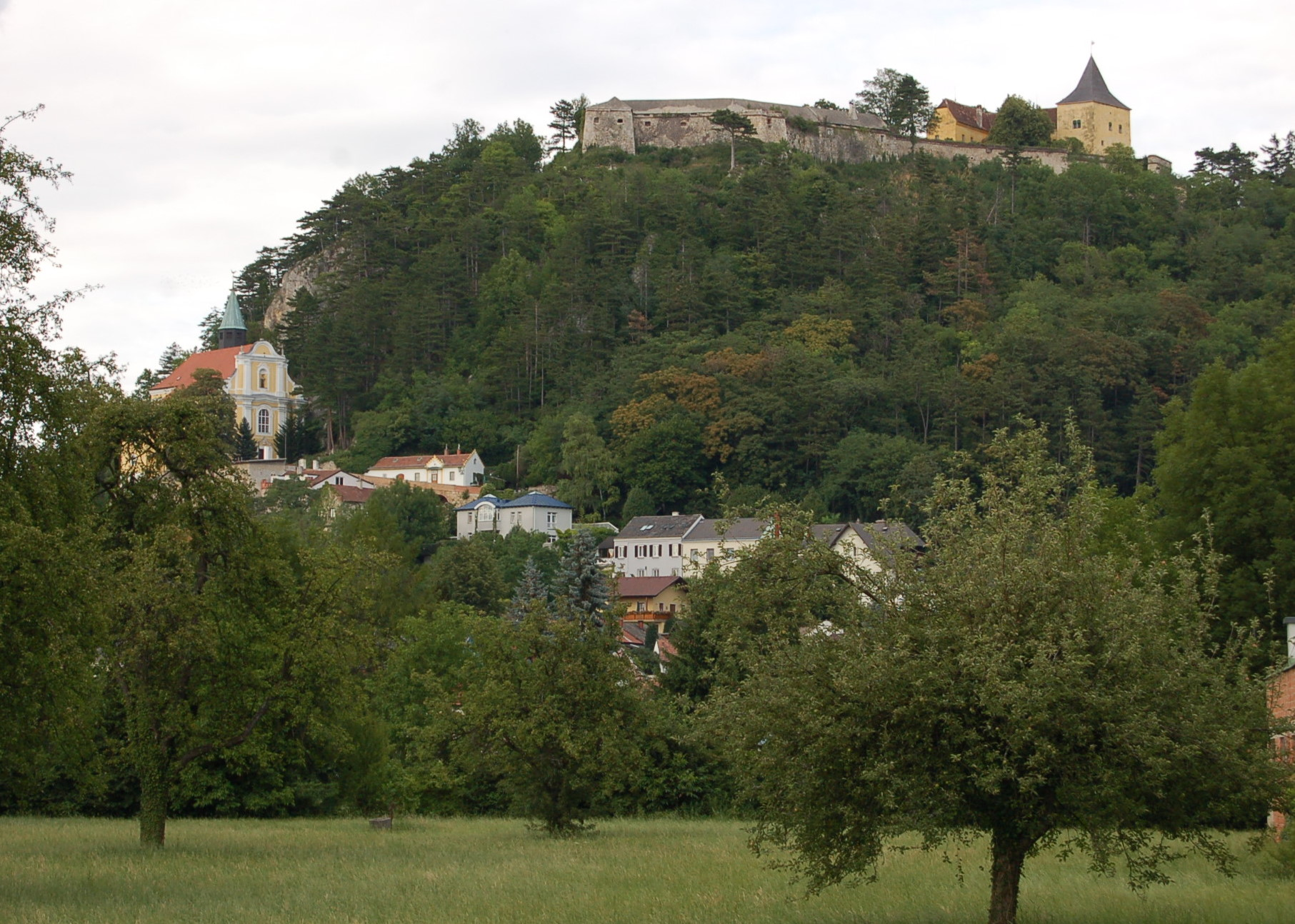
Der Talboden bei Pitten, auf halber Burgberghöhe die Pfarrkirche, oben die Burg Pitten

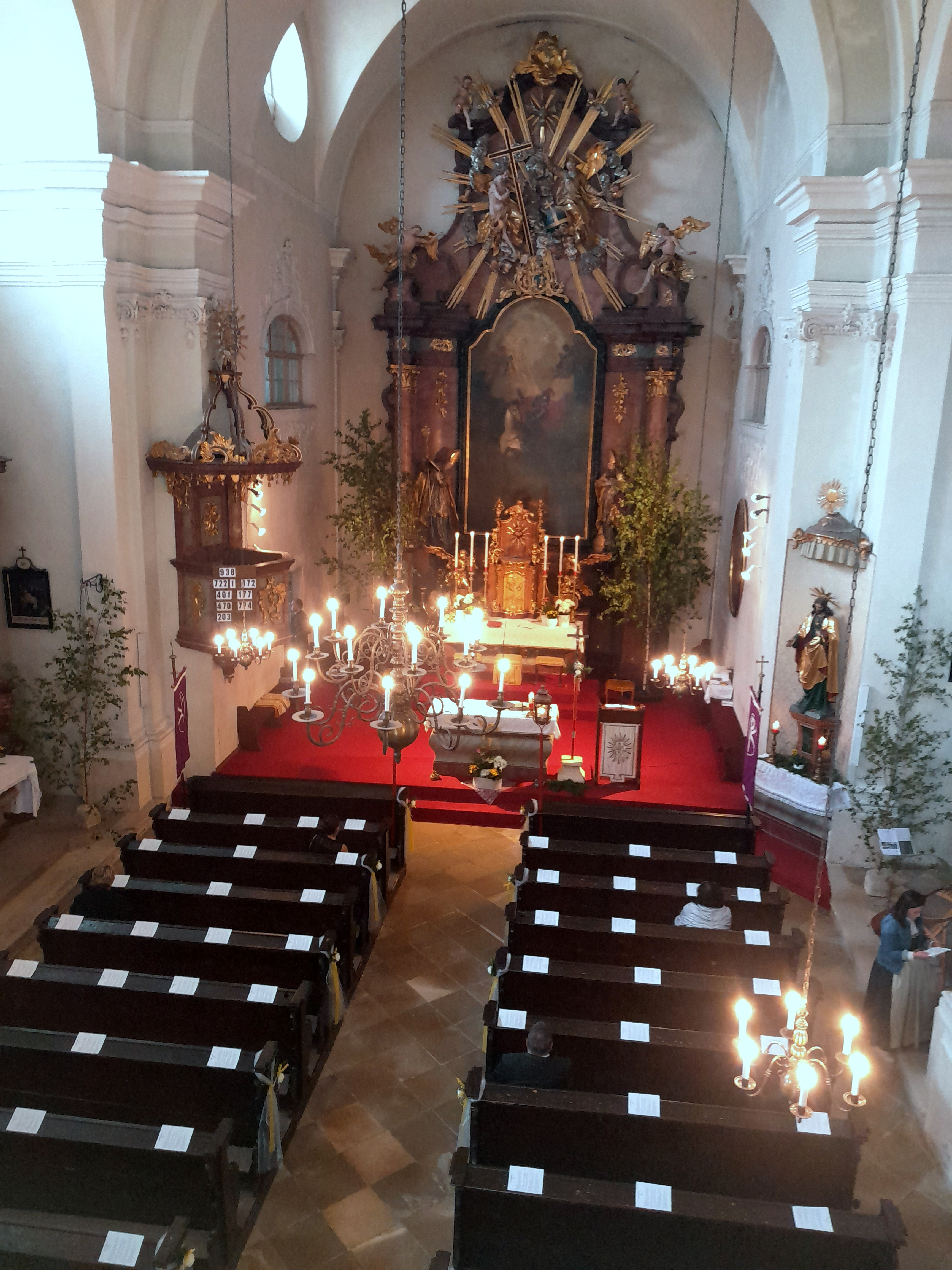
Innenraum Bergkirche Pitten

Die römisch-katholische Pfarrkirche Pitten steht auf einer Geländestufe auf halber Höhe des Burgberges von Pitten in der Marktgemeinde Pitten in Niederösterreich. Die Pfarrkirche hl. Georg, dem Stift Reichersberg inkorporiert, gehört seit 1. September 2016 zum Dekanat Lanzenkirchen im Vikariat Unter dem Wienerwald in der Erzdiözese Wien. Davor war sie Teil des Dekanats Neunkirchen. Die Bergkirche mit der Felsenkapelle und die mittelalterliche Wehrmauer mit Zinnen als bauliche Verbindung zur Burg Pitten stehen unter Denkmalschutz.

## Geschichte
Die Gründung erfolgte mit Gottfried Graf von Wels-Lambach († 1050) mit der Grafschaft Pitten. Das ursprüngliche Patrozinium waren die Hll. Peter und Paul. Urkundlich wurde 1144 eine Pfarre genannt. 1373 erhielt die Kirche das Patrozinium hl. Georg. 1456 wurde die Kirche dem Stift Reichersberg inkorporiert. Die geostete Kirche – vermutlich aus der 2. Viertel des 13. Jahrhunderts – war mit einem kurzen Langhaus ostseitig an eine Felswand angestellt. Der Chor der Kirche wurde durch eine Felshöhle gebildet. Die Kirche wurde 1703 baufällig genannt und 1723 wurde der Altar entweiht. Zur Grundsteinlegung einer neuen barocken Kirche wurde das Jahr 1732 urkundlich genannt. Die neue Langhaus wurde vor dem alten Langhaus errichtet und im östlichen Bereich wurde die neue Nordwand auf die ehemalige Südwand des Vorgängerbaues gestellt. Das alte Langhaus wurde wohl um 1732/1734 abgebrochen. Der spätgotische Südturm wurde nicht abgebrochen und in die neue Kirche integriert.

## Architektur
Kirchenäußeres
Die barocke Kirche hat ein dreijochiges Langhaus mit sechs seitlichen Kapellen und einen eingezogenen Chor mit einem geraden Schluss unter einem gemeinsamen Satteldach. Die dreiachsige hohe Giebelfassade mit Voluten hat einen Mittelrisalit und abgerundete Ecken und zeigt geschichtete Pilaster und eine reich profiliertes verkröpftes Gebälk und hat drei Heiligennischen und trägt im Giebel die Figur Franz von Sales (?). Das Rechteckportal mit einem kurvig geknickten Putzgiebel mit Kartusche ist Teil einer dominanten vorgewölbten Portal-Fenster-Gruppe und zeigt die Wappen der Pröpste und Bauherren Herkulan Kalchgruber (1707–1734) und Mathias Führer (1735–1752) vom Stift Reichersberg. Die Seitenfronten der Kirche sind schlicht gehalten und haben hoch sitzende Ovalfenster. Der zweigeschoßige Turm im nordöstlichen Chorwinkel ist im unteren Bereich aus dem Mittelalter. Im Turmerdgeschoß wurde in die Südwand ein neuer Zugang ausgebrochen und ermöglicht so über den Durchgang in der Nordwand des Turmes den Zugang zum 1725 urkundlich als Ossarium genutzten Höhlen-Chor der Vorgängerkirche. Das Glockengeschoß mit dem Läutwerk wurde erneuert. Im Westen des Chores wurde 1754 eine zweigeschoßige Sakristei unter einem Pultdach mit Ovalfenstern angebaut. In der Nordwand der Kirche ist ein vermauertes spitzbogiges Portal als ehemaliges Südportal der Vorgängerkirche aus dem 2. Viertel des 13. Jahrhunderts erkennbar.
Kircheninneres
Das dreijochige Langhaus mit einer Orgelempore unter Stichkappentonnen zwischen Gurtbögen über Wandpfeilern mit kräftiger Gebälkzone hat sechs Seitenkapellen mit Quertonnen mit Stichkappen und zeigt zarten barocken Bandlwerkstuck um 1730/1740. Der Chor hat eine Stichkappentonne. Das Erdgeschoß des Turmes hat ein spätgotisches Rautensterngewölbe mit durchgestäbten Rippen und Wappenschildchen um 1500/1510 sowie Wandmalereireste mit Medaillons mit Evangelistensymbolen und der Kirchenväter.

## Ausstattung
Der Hochaltar mit einem säulengerahmten Wandaufbau wurde urkundlich 1770 von einem Bildhauer aus Obernberg/Inn geschaffen. Der Scheitel der Altarblattrahmung zeigt das Wappen Stift Reichersberg und Propst Ambrosius Kreuzmayr (1770–1810). Der Hochaltar zeigt das Altarblatt hl. Georg mit Drachen und die seitlichen Statuen der Bischöfe Augustinus und Ambrosius und im Auszug die Dreifaltigkeit. Der freistehende barocke Altartisch trägt einen Tabernakel mit Voluten und Engelsfiguren.
Die Orgel baute Orgelbau Gebrüder Mauracher in Linz (1955).

## Felsenkapelle
Zum ehemaligen Chor der Vorgängerkirche als bemerkenswerte Felsenkapelle im Nordosten der heutigen Pfarrkirche wurde 1725 die Nutzung als Ossarium genannt. Die Kapelle wird einerseits durch eine natürliche Höhle in einer Felswand gebildet und hat eine triumphbogiges Steingewände aus dem 14. Jahrhundert. Außen sind seitlich noch Maueransätze des ehemaligen Langhauses erhalten. Im Kapelleninneren sind noch Reste einer figuralen Wandmalerei um 1300 erkennbar und zeigt als Restbestand eines ursprünglich umfangreichen Zyklus die Geburt Christi, drei Köpfe und die Büste eines Propheten mit Spruchband.